# Pseudobombax longiflorum
Pseudobombax longiflorum là một loài thực vật có hoa trong họ Cẩm quỳ. Loài này được (Mart. & Zucc.) A.Robyns miêu tả khoa học đầu tiên năm 1963.